# Dry Brook (dopływ Bush Kill)
Dry Brook – rzeka w stanie Nowy Jork, w hrabstwie Ulster, dopływ Bush Kill. Zarówno długość cieku, jak i powierzchnia zlewni nie zostały oszacowane przez USGS.